# Chinezen in Portugal
De Chinezen in Portugal vormen de grootste Aziatische gemeenschap van het land. In 2007 woonden er 9689 mensen in Portugal met een paspoort van de Volksrepubliek China. Verder wonen er ook mensen van Chinese afkomst met een Portugees paspoort in het land.

## Geschiedenis
In de geschiedschrijving is terug te vinden dat er rond 1540 Chinese slaven woonden in Lissabon. Onder de slaven was er ook een geleerde. Deze werd door João de Barros gekocht en liet hem werken met Portugese historici om Chinese teksten naar het Portugees te vertalen. De Chinese slaven waren meestal mannen en waren mensen die als kind in Macau door de Portugezen gekidnapt. Pas in 1595 werd een wet ingesteld die slavernij van Chinezen in Portugal verbood. Een eeuw later was dit gebruik in Portugal nog steeds niet uitgebannen. In 1744 eiste de Mantsjoekeizer Qianlong van het Chinese Rijk dat de slavernij moest stoppen.
In de jaren 70 migreerden kleine groepen Chinese Mozambicanen en bewoners van Macau naar Portugal. Een decennium later begon de migratie van Zhejiangers naar Portugal. Toen de teruggave van de Portugese kolonie aan China in 1999 naderde emigreerden ongeveer 100.000 Chinezen vanuit Macau naar Portugal.

## Enkele Chinese verenigingen
- Associação de Jovens Empresários Portugal-China
- Associação (Unificada) de Amizade Portugal–China
- Federação Portuguesa de Artes Marciais Chinesas
- Associação Industrial e Comercial dos Chineses em Portugal
- Associacao Comercial Industrial Chineses Portugal
- Associação Bdos Conterraneos De Wenzhou Da Provincia Zhejiang Em Portugal
- Associação de Comerciantes e Industriais Luso-Chinesa
- Associação Luso-Chinesa em Portugal
- Liga dos Chineses em Portugal